# Alcea lavateriflora
Alcea lavateriflora är en malvaväxtart som först beskrevs av Dc., och fick sitt nu gällande namn av Pierre Edmond Boissier. Alcea lavateriflora ingår i släktet stockrosor, och familjen malvaväxter. Inga underarter finns listade i Catalogue of Life.